# Pod jednou střechou
Pod jednou střechou je romantická komedie z roku 2010. Režie se ujal Greg Berlanti a hrají v něm Katherine Heiglová a Josh Duhamel. Premiéru měl film 8. října 2010 a na DVD byl vydán 8. února 2011.

## Děj
Holly Berenson (Katherine Heiglová) vlastní malé pekařství v Atlantě a Eric Messer (Josh Duhamel) známý jako "Messer" je nadějný režisér televizních zápasů pro Atlanta Hawks. Jejich nejlepší kamarádi Peter (Hayes MacArthur) a Alison Novak (Christina Hendricks jim domluví rande na slepo, které dopadne příšerně a výsledkem je, že se nesnáší. Roky plynou a Peter a Alison jsou svoji a mají holčičku Sophie.
Poté, co Sophie oslaví své první narozeniny, Peter a Alsion mají autonehodu a umírají. Holly a Messer se z jejich závěti dozvídají, že oba dva jsou zvoleni Sophie opatrovníky. Rozhodnou se nastěhovat k Sophie domů a starat se o ní.
Holly potkává Sama (Josh Lucas), Sophie pediatra, a zalíbí se jí. Jdou na rande, ale obdrží zprávu od Messera, že má Sophie horečku. Jedou do nemocnice a Messer vidí jak Holly políbí Sama.
Oba si uvědomují, že vychovávání dítěte je dražší než předpokládali a Holly si tak nemůže dovolit přístavbu restaurace ke své pekárně, jak plánovala. Messer jí nabídne, že investuje do její společnosti a Holly nakonec souhlasí. Aby stmelili jejich nové přátelství, rozhodnou se vyjít si na schůzku. Na konci schůzky spolu stráví noc a začínají k sobě navzájem něco cítit. Jejich sociální pracovnici se jejich vztah moc nelíbí a řekne jim, že buď si musí slíbit, že budou spolu nebo se rozejít. Messerovi je nabídnuta práce ve Phoenixu v Arizoně a zvažuje nabídku přijmout, s Holly to však neprodiskutuje. Když se to dozví, rozzlobí se na něj a řekne mu, ať práci přijme. A tak Messer odchází do Phoenixu. Čas plyne.
Na Díkuvzdání se Messer vrací do Atlanty a doufá, že vyřeší svůj vztah s Holly, ale zjišťuje, že začala chodit s doktorem Samem. Messer se s Holly pohádá, když zjistí, že chce prodat domů. Messer jí poví, že jí miluje, odchází a plánuje návrat do Phoenixu. Sam Holly poví, že kdyby se takhle hádal se svojí bývalou ženou, byly by stále spolu a že musí zjistit co sama cítí k Messerovi a odchází.
Sociální pracovnice přichází na poslední schůzku, aby určila zda se Holly a Messer mohou stát Sophie rodiči. Holly si uvědomí, že se nemůže o Sophie starat bez Messera a že ho miluje. Ona a Sophie jedou na letiště společně s jejich sociální pracovnicí. Když doběhne k bráně, zjistí, že jeho letadlo už odletělo. Domů se vrací zklamaná. K jejímu překvapení nachází Messera doma. Řekne jí, že si uvědomil, že Peter a Alison si je vybrali jako opatrovníky z toho důvodu, že dohromady tvoří rodinu.
Sophia slaví druhé narozeniny a celé sousedství se sejde na její oslavě. Holly vytvoří krásný dort pro Sophie a druhý dort s jedničkou. Když se jí Messer zeptá co to znamená, řekne, že je to pro ně, protože jsou spolu rok. Políbí se a zažnou zpívat "Hodně štěstí, zdraví.."

## Obsazení
- Katherine Heiglová jako Holly Berenson
- Josh Duhamel jako Eric Messer
- Josh Lucas jako Sam
- Melissa McCarthyjako DeeDee
- Hayes MacArthurg jako Peter Novak
- Christina Hendricks jako Alison Novek
- Jessica St. Clair jako Beth
- Sarah Burns jako Janine Groff
- Faizon Love jako Walter
- Will Sasso jako manžel miss Pensylvánie
- DeRay Davis jako Lonnie
- Jean Smart jako Holly matka
- Brooke, Brynn a Alexis Clargett jako Sophie Christina Novak
- Brooke a Kiley Liddell - starší Sophie
- Markus Flanagan - šéfkuchař Phillipe